# NGC 1590
NGC 1590 est une galaxie spirale située dans la constellation du Taureau. NGC 1590 a été découverte par l'astronome prussien Heinrich d'Arrest en 1865.

## Caractéristiques
Sa vitesse par rapport au fond diffus cosmologique est de 3 826 ± 8 km/s, ce qui correspond à une distance de Hubble de 56,4 ± 4,0 Mpc (∼184 millions d'al).
NGC 1590 présente une large raie HI.

## Supernova
La supernova SN 2007rz a été découverte dans NGC 1590 le 8 décembre par X. Parisky et W. Li dans le cadre du programme LOSS (Lick Observatory Supernova Search) de l'observatoire Lick. Cette supernova était de type Ic.

## Groupe de NGC 1762
NGC 1590 fait partie du groupe de NGC 1762 qui comprend au moins 27 galaxies, dont les galaxies IC 392, NGC 1633, NGC 1642, NGC 1691, NGC 1713, NGC 1719 et NGC 1762.